# Сантьяго Бернабеу
Сантьяго Бернабеу де Єсте (ісп. Santiago Bernabéu de Yeste, 8 червня 1895, Альманса — 2 червня 1978, Мадрид) — іспанський футболіст, нападник. По завершенні ігрової кар'єри — багаторічний президент клубу «Реал Мадрид».

## Біографія

### Ранні роки
Сантьяго Бернабеу де Єсте народився 8 червня 1895 року в Альмансі в родині валенсійського адвоката Хосе Бернабеу Ібаньєса і сеньйори Антоніа де Єсте Нуньєс. У ранньому віці Сантьяго переїхав до Мадрида зі своєю сестрою і трьома братами: Ізабель, Хосе, Антоніо і Марсело.
По приїзду в іспанську столицю Сантьяго поступив в коледж імені Августина Сан-Лоренцо у Ескуріалі, де почав вивчати право і грати у футбол, так як, за його словами, «це був єдиний спосіб не змерзнути у дворі». Йому подобалося бути воротарем, але брати змусили його грати на позиції центрфорварда. Закінчивши початковий курс, молодий Сантьяго поступив в Мадридський університет, де отримав ступінь бакалавра.

### Ігрова кар'єра
1909 року, у віці 14 років, здійснилася його мрія грати за «Реал Мадрид», на той момент в юнацькій команді. Зразком його пристрасті до футболу послужив випадок у 1912 році, коли його сім'я орендувала землю на вулиці О'Доннелл. Сантьяго був одним з мадридських волонтерів, які щовечора приходили туди, щоб розрівнювати поле. Дон Педро Парахес з власної кишені заплатив за дерев'яні ворота, які визначили межі поля, а Бернабеу пофарбував їх. У 17 років, після закінчення сезону 1912/13 років, він перейшов в першу команду «Реал Мадрид», де грав на позиції нападника до 1928 року, завоювавши з клубом кубок Іспанії і дев'ять регіональних кубків.
Точних даних про кількість забитих ним голів немає. Історики зійшлися на думці, що за 18 років виступів за «Реал» (включаючи юнацьку команду) Сантьяго забив понад 1200 голів. Це в понад п'ять разів більше, ніж у Рауля, який офіційно вважається найкращим бомбардиром в історії клубу. Проте формально підрахунок голів розпочався тільки з першого розіграшу Ла Ліги у 1929 році, тому досягнення Бернабеу до статистики не потрапили.
Після інституту Сантьяго вивчав право в Центральному Університеті Мадрида і отримав ступінь адвоката. Незважаючи на те, що на початку століття Бернабеу був одним з найшанованіших гравців «Мадрида», він так ніколи і не зіграв жодного матчу за збірну Іспанії. Одного разу він таки викликався в команду, але був виключений із заявки за те, що публічно розкритикував систему регіональних квот, по якій набиралися гравці в збірну.

### Робота у структурі «Реала»
Завершивши кар'єру футболіста в 1928 році після п'ятнадцяти років гри в першій команді, став її уповноваженим представником. Потім він опинився в кабінетах клубу, виконуючи посаду технічного керівника, замінивши самого Дона Хосе Берраондо. Рік потому увійшов в дирекцію клубу. До 1935 року Бернабеу займав різні посади в «Реалі»: другий тренер, тренер, довірена особа команди і директор. Саме Бернабеу наполіг на покупці «Реалом» у «Осасуни» форварда Хайме Ласкано, який в 1929 році забив чотири голи у першому матчі в історії Ла Ліги. «Реал» тоді виграв у барселонського клубу «Європа» з рахунком 5:0. «Якби Ласкано не виправдав надій, мені довелося б особисто заплатити в клубну казну 6000 песет, що пішли на покупку нападника», — згадував Бернабеу.
1936 року розпочалась громадянська війна в Іспанії, яка зачепила і іспанський футбол. У період війни був скасований Національний Чемпіонат та супутні йому офіційні змагання. Бернабеу був прихильником Іспанської конфедерації незалежних правих, через що опинився у чорному списку людей, яких збиралася заарештувати Партія Комуністів, тому йому довелося бігти в «національну зону». Опинившись поза небезпекою, Бернабеу записався в добровольці Національної Армії, в 150-е відділення піхоти з Фронту Арагона, якою командував генерал Агустин Муньос Грандес. Брав участь у кампанії «Каталонія» і був нагороджений Медаллю Кампанії Армії.
Після закінчення війни футбольні клуби з великими труднощами намагалися встати на ноги. Ситуація для «Реала» була критичною. Громадянська війна повністю зруйнувала апарат клубу. Не було ні гравців, ні грошей, щоб сформувати команду. Майно клубу було розграбовано, серед іншого були вкрадені кілька кубків, завойованих на початку століття, і, крім того, не було ніякої офіційної допомоги, так як армія підтримувала мадридський «Атлетіко», назвавши її «Атлетіко Авіасьон».

### Президент «Реала»
15 вересня 1943 року Сантьяго Бернабеу був обраний президентом «королівського клубу» в самий розпал кризової ситуації, що виникла після матчу з «Барселоною». Перемога мадридської команди стала причиною масових бійок між вболівальниками. Уряд ухвалив рішення і змусити президентів «Реала» і «Барселони» піти у відставку. Тимчасовий президентом «Реала» став Бернабеу, який залишився на цій посаді до 2 червня 1978 року, дня своєї смерті.
Незабаром Сантьяго Бернабеу почав працювати над будівництвом нового стадіону «Нуе́во Чамарти́н» (на той момент найбільшого стадіону в Європі) і спортивного міста, де гравці могли б жити і тренуватися щодня, можна було б розвивати кантеру. Разом з Раймундо Сапорта, своєю «правою рукою», Бернабеу включив до складу клубу такі види спорту, як баскетбол, гандбол, волейбол, теніс і гімнастика. 14 грудня 1947 року відбулось офіційне відкриття стадіону, яке ознаменувалося товариською зустріччю між «Реалом» і португальським клубом «Белененсеш», яка закінчилася з рахунком 3-1 на користь іспанської команди.
1952 року «Реал Мадрид» запросив на товариський матч на честь 50-ти річчя заснування клубу колумбійську команду «Мільонаріос» з Боготи. У цій грі команда Бернабеу виглядала погано проти ультраатакуючого футболу «Мільонаріос», невідомого в той час на Старому Континенті. Очолювані Альфредо ді Стефано колумбійці здивували всю публіку і присутнього на матчі Сантьяго Бернабеу, обігравши «Реал Мадрид» із рахунком 4-2 на його ж стадіоні. Ді Стефано залишив дуже хороше враження про себе, забивши два голи своєї команди з чотирьох. Після чого Сантьяго відразу виріши придбати гравця, що згодом став легендою «королівського клубу».
Згодом, Дон Сантьяго підписав таких історично значущих для золотої ери «Реала» гравців, як Пако Хенто, Луїс Моловни, Хосе Сантамаріа, Мігель Муньос, Раймон Копа, Хосейто, Хосе Ектор Ріаль и Ференц Пушкаш. Придбання Ді Стефано, який п'ять разів поспіль ставав найкращим бомбардиром чемпіонату, ознаменувало завоювання третє чемпіонство після 21-річної «посухи».

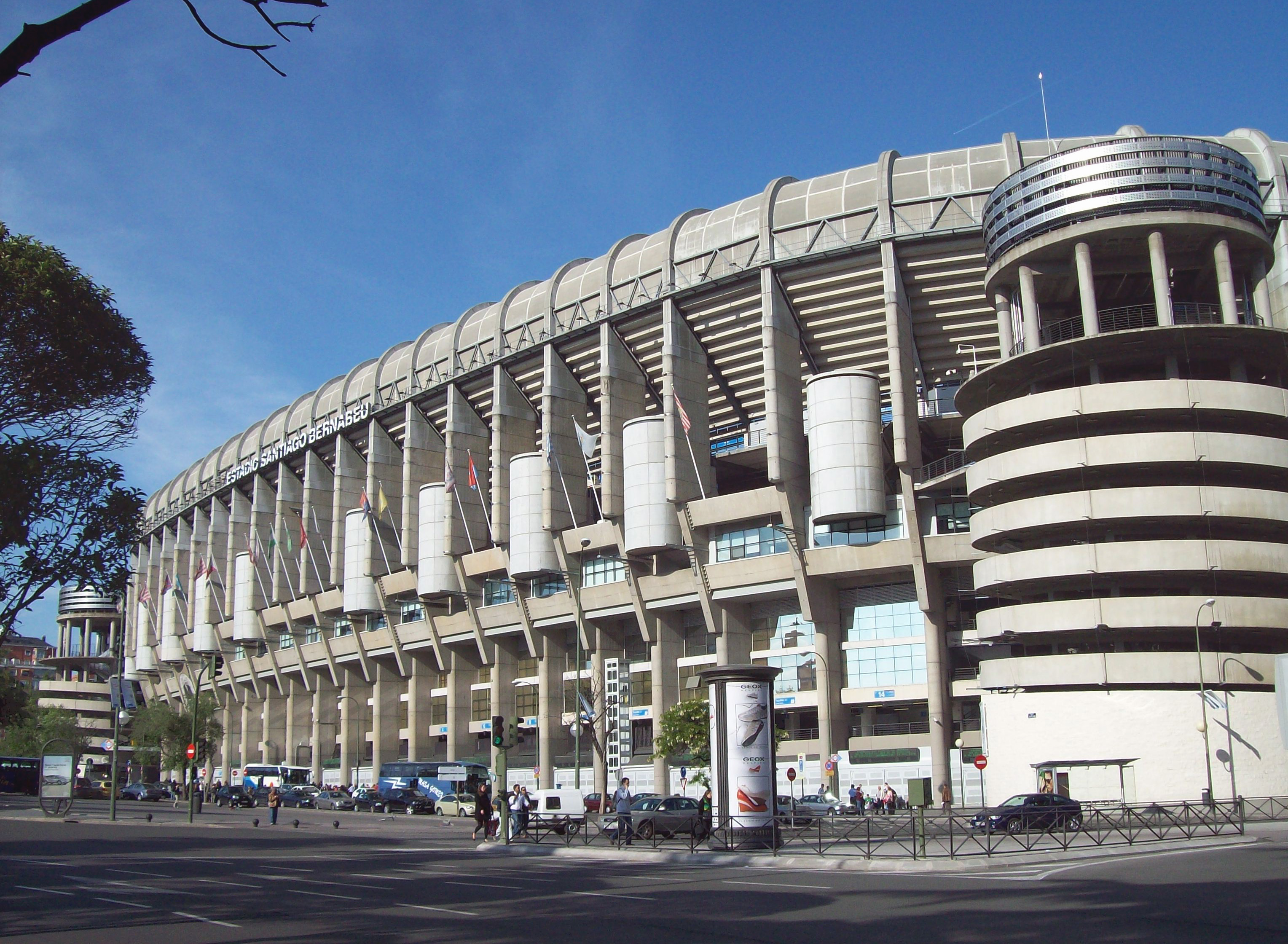
Стадіон «Сантьяго Бернабеу», названий в честь президента клубу

4 січня 1955 року на генеральних зборах ради директорів «Реал Мадрид» було ухвалено одностайне рішення перейменувати стадіон «Нуе́во Чамарти́н» в «Сантьяго Бернабеу». Хоча самому Сантьяго не сподобалася ця ідея, стадіон таки став називатись на його честь.
Після декількох років проведення національного чемпіонату, Бернабеу запропонував створити європейський турнір, де команди — національні чемпіони відповідних країн, могли б розігрувати між собою Кубок Європейських Чемпіонів. Підтримав ідею Сантьяго кореспондент французького журналу «L'Équipe» Габріель Ано, який і організував його зустріч з Бедріньяком і Густавом Севесо. УЄФА прийняла ідею і організувала цей турнір.
Створена Сантьяго команда на чолі з Ді Стефано виграла перші п'ять розіграшів Кубка Європи, побивши всі рекорди і завоювавши захоплення європейського континенту своєю грою. Кілька клубів, серед яких і англійський «Лідс Юнайтед», навіть змінили свою форму, додавши в неї білий колір, на честь «Реала». «Команда, яка винайшла футбол заново», — так назвав клуб журнал «L'Équipe». У британському щоденнику The Times було написано: «Реал Мадрид» гуляє по Європі, як у старовину гуляли вікінги: змітаючи все на своєму шляху". З тих пір уболівальників футбольного клубу «Реал» стали називати «Вікінгами».
Шостий Кубок Європи у 1966 році «Реал Мадрид» завоював з командою, сформованою виключно іспанцями. «Реал Мадрид», «Селтік» і «Стяуа» — єдині клуби, які вигравали цей трофей з командами без іноземців. Бернабеу, який побував і в ролі гравця, і в ролі тренера, відмінно розумів психологію кожного футболіста і вмів об'єднувати гравців і вболівальників.
Всього за 35 років, поки Сантьяго Бернабеу займав пост президента клубу, «Реал» завоював 16 титулів чемпіона Іспанії, 6 Кубків європейських чемпіонів, Міжконтинентальний кубок і безліч інших трофеїв.

### Смерть
Незважаючи на важку хворобу Сантьяго Бернабеу не залишав свої обов'язки. У березні 1978 року Бернабеу отримав діамантово-золоту медаль Іспанської Королівської Федерації Футболу від її тодішнього президента, Пабло Порти. 19 квітня 1978 року, на фіналі Кубку Короля, що проводився на стадіоні «Сантьяго Бернабеу», Король Хуан Карлос I нагородив Сантьяго золотою медаллю за спортивні заслуги. Через місяць міністр Культури Піо Кабанільяс вручив йому золоту бляху за спортивні заслуги. Через п'ять днів після отримання цієї нагороди, 2 червня 1978 року, Сантьяго Бернабеу помер. Вмираючи, він попросив своїх близьких друзів не залишати його дружину без захисту. Понад 100 тисяч осіб прийшли попрощатися з ним на заупокійну службу, влаштовану на стадіоні. Похорон проходили в рідному місті Сантьяго Бернабеу, і вся Альманса вийшла на вулиці, щоб проводити його труну.
Його смерть збіглася з початком Чемпіонату світу в Аргентині. У перший день Чемпіонату всі матчі починалися з хвилини мовчання, а ФІФА винесла резолюцію про оголошення триденного трауру.

## Визнання
- 4 січня 1955 року на генеральних зборах ради директорів «Реал Мадрид» було ухвалено одностайне рішення перейменувати стадіон «Нуе́во Чамарти́н» в «Сантьяго Бернабеу».
- 1979 року було запроваджено щорічний футбольний товариський Кубок Сантьяго Бернабеу, в пам'ять про президента «Реала».
- 2002 року Сантьяго Бернабеу посмертно було нагороджено Орденом ФІФА «За заслуги».